# Peter Lodahl
Peter Lodahl, född 7 januari 1974 i Herning i Danmark, är en dansk operasångare (tenor).
Han är utbildad vid Det Jyske Musikkonservatorium i Århus, och Det Kongelige Teaters Opera Akademiet och hos Susan Eken. Han var fastanställd på Operan i Kiel 2003–2005 och 2006–2009 som solist på Komische Oper i Berlin. Han debuterade på Staatsoper i Berlin som Tamino i Trollflöjten i december 2008.
Sedan 2009 tillhör han den fasta solistensemblen på Det Kongelige Teater i Köpenhamn.

## Roller på Det Kongelige Teater
Sjömannen i Tristan och Isolde, Fjärde juden i Salome, Tamino i Trollflöjten, Scaramuccio i Ariadne på Naxos, Ynglingen i Kvinnan utan skugga, Walther von der Vogelweide i Tannhäuser, Rodolfo i La Bohème (mot Anna Netrebko), Romeo i Romeo och Julia, Ferrando i Così fan tutte, Målaren och Negern i Lulu, Alfred i Läderlappen, Alfredo Germont i La traviata, Rinuccio i Il Trittico och Fenton i Falstaff.

## Roller i andra operahus

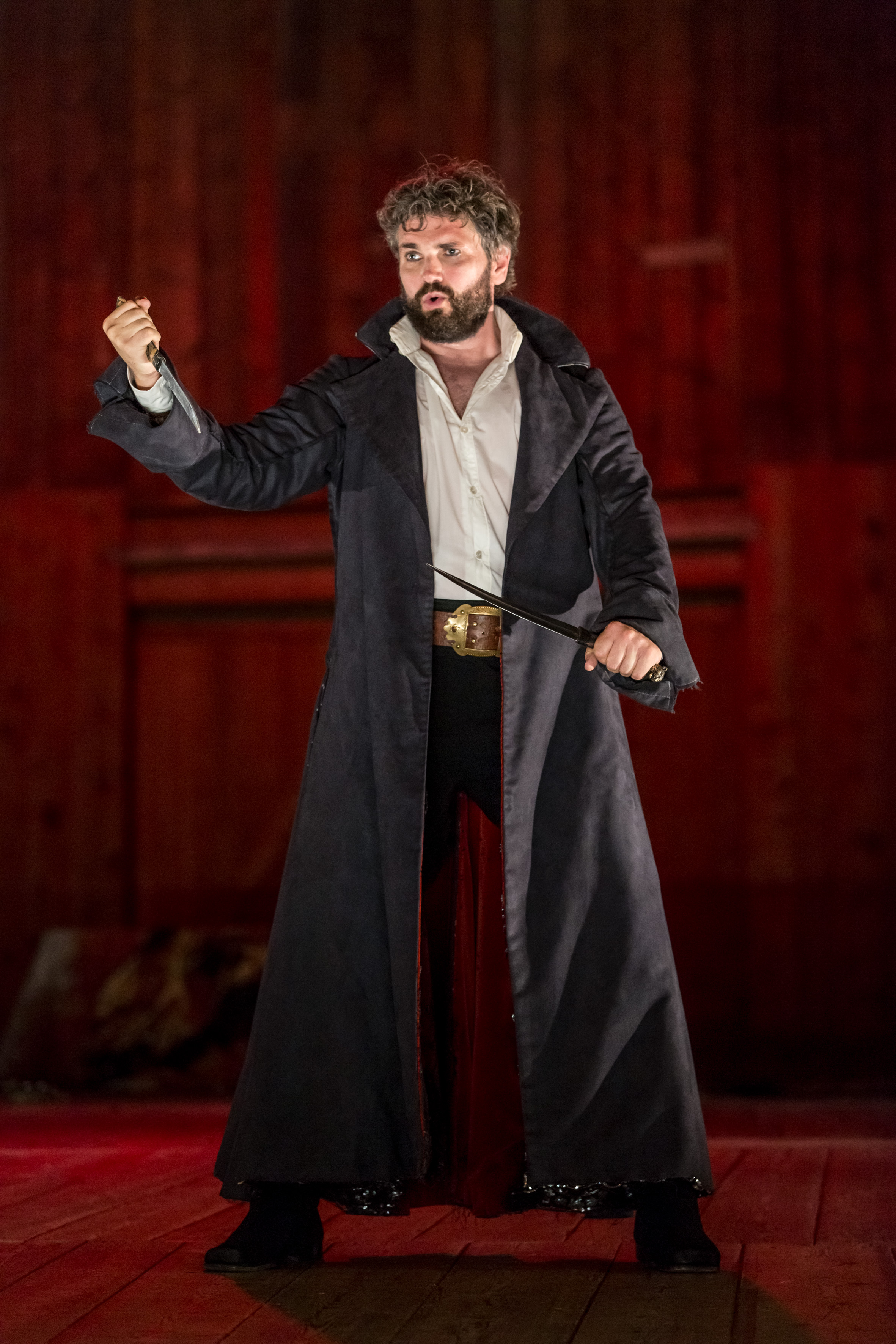
Peter Lodahl som Mitridate, Drottningholms Slottsteater 2014.
Foto: Mats Bäcker

Fenton i Falstaff på Göteborgsoperan 2006, Rodolfo i La Bohème på Komische Oper i Berlin 2012, Don Ottavio i Don Giovanni på Opera Hedeland 2012 och Don Ottavio i Kasper Holtens operafilm Juan.

## Priser och utmärkelser
- 2006 – Vann första priset i "Gösta Winbergh Award"
- 2007 – Nominerad av den tyska facktidskriften Opernwelt till "Årets unga operakonstnär"
- 2010 – Holger Bruusgaards Legat
- 2013 – Riddare av Dannebrogorden